# Kiss Me Quick
«Kiss Me Quick» — песня, которую написали Док Помус и Морт Шуман. Оригинальным исполнителем был Элвис Пресли.
Элвис Пресли записал эту песню 25 июня 1961 года. Впервые она была издана на его альбоме Pot Luck, который вышел 5 июня 1962 года на лейбле RCA Records.
В США в 1964 году в журнале «Билборд» песня «Kiss Me Quick» в исполнении Элвиса Пресли достигла 34 места в чарте Hot 100 (суммарный чарт синглов в разных жанрах поп-музыки, главный хит-парад этого журнала).
В Великобритании и континентальной Европе в декабре 1962 года песня вышла как отдельный сингл (Элвиса Пресли с группой The Jordanaires на бэк-вокале). Песня поднялась на 1 место печатавшейся американским журналом «Билборд» «Европейской горячей сотни» (European Hot 100 Singles) и возглавляла её 6 недель в июне—июле 1963 года.
В Великобритании сингл с этой песней достиг своего пикового 14 места в национальном хит-параде синглов (UK Singles Chart) в декабре 1963 года.

## Чарты
| Чарт (1963)                       | Наив. поз. |
| --------------------------------- | ---------- |
| США (Billboard Hot 100)           | 34         |
| Великобритания (UK Singles Chart) | 14         |